# Sabrina Filzmoser
Sabrina Filzmoser (Wels, 12 giugno 1980) è una judoka austriaca.
Ha partecipato a due edizioni dei giochi olimpici estivi (2012 e 2016).

## Palmarès
- Mondiali

Il Cairo 2005: bronzo nei 57 kg.
Tokyo 2010: bronzo nei 57 kg.
- Europei

Düsseldorf 2003: bronzo nei 57 kg.
Rotterdam 2005: bronzo nei 57 kg.
Tampere 2006: bronzo nei 57 kg.
Belgrado 2007: bronzo nei 57 kg.
Lisbona 2008: oro nei 57 kg.
Vienna 2010: argento nei 57 kg.
Istanbul 2011: oro nei 57 kg.